# 1964年東京オリンピックのオランダ選手団
1964年東京オリンピックのオランダ選手団（1964ねんとうきょうオリンピックのオランダせんしゅだん）は、1964年10月10日から10月24日にかけて日本の首都東京で開催された1964年東京オリンピックのオランダ選手団、およびその競技結果。

## 概要
今大会は金メダル2個、銀メダル4個、銅メダル4個の合計10個のメダルを獲得した。

## メダル
| メダル | 選手名                                                                    | 競技   | 種目                       |
| ------ | ------------------------------------------------------------------------- | ------ | -------------------------- |
| 金     | アントン・ヘーシンク                                                      | 柔道   | 男子無差別級               |
| 金     | バルト・ズット エヴェルト・ドルマン ヘルベン・カルステンス ヤン・ピテルス | 自転車 | 男子チームタイムトライアル |
| 銀     | アダ・コック                                                              | 競泳   | 女子100mバタフライ         |
| 銅     | コル・スヒューリング ヘンク・コルネリス ヘラルト・クル ヤープ・アドケルク | 自転車 | 男子4000m団体追い抜き      |